# 휴머니티 (영화)
휴머니티(L'Humanite, Humanity)는 프랑스에서 제작된 브루노 뒤몽 감독의 1999년 드라마 영화이다. 엠마누엘 쇼떼 등이 주연으로 출연하였고 라시드 부샤렙 등이 제작에 참여하였다.

## 출연

### 주연
- 엠마누엘 쇼떼
- 세브린 카닐

## 제작진
- 의상: 나탈리 라울